# Dick Loggere
Hermanus Pieter Loggere, detto Dick (Amsterdam, 6 maggio 1921 – 30 dicembre 2014), è stato un hockeista su prato olandese.

## Palmarès

### Olimpiadi
- Argento a Helsinki 1952 nell'hockey su prato.
- Bronzo a Londra 1948 nell'hockey su prato.